# 机务段
机务段，是存放、维护、检修铁路机车的单位。出车时，将机车从机务段里调至站场，与将要牵引的列车连接；完成运输任务后，机车从车厢摘下，回段存放检修。机务段的工作通常包括清洗、加油、加水、检修、除尘等，但具体工作也随各地铁路运输规章的规定而有所变化。

## 各地的机务段

### 中国大陆

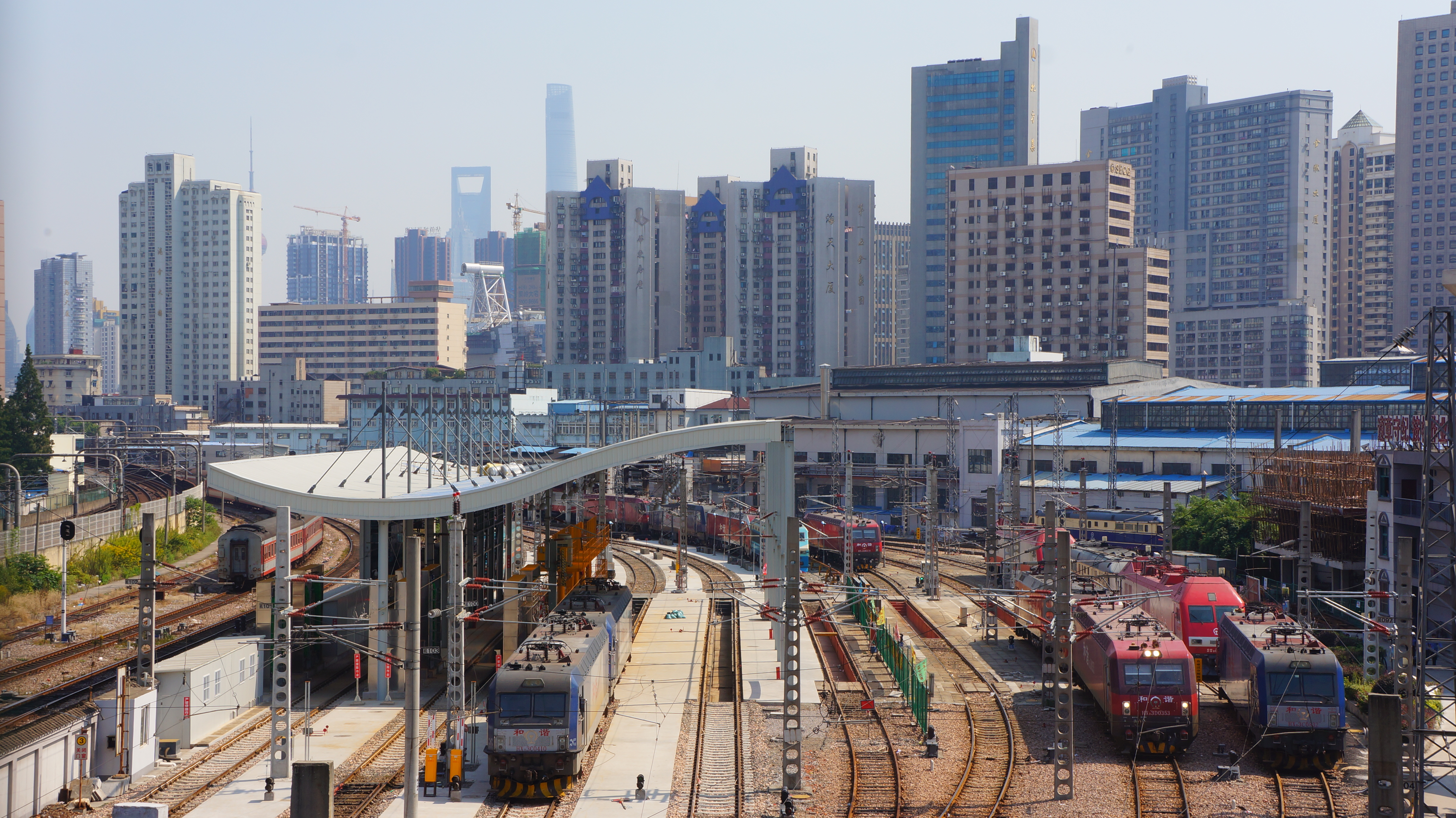
上海铁路局上海机务段

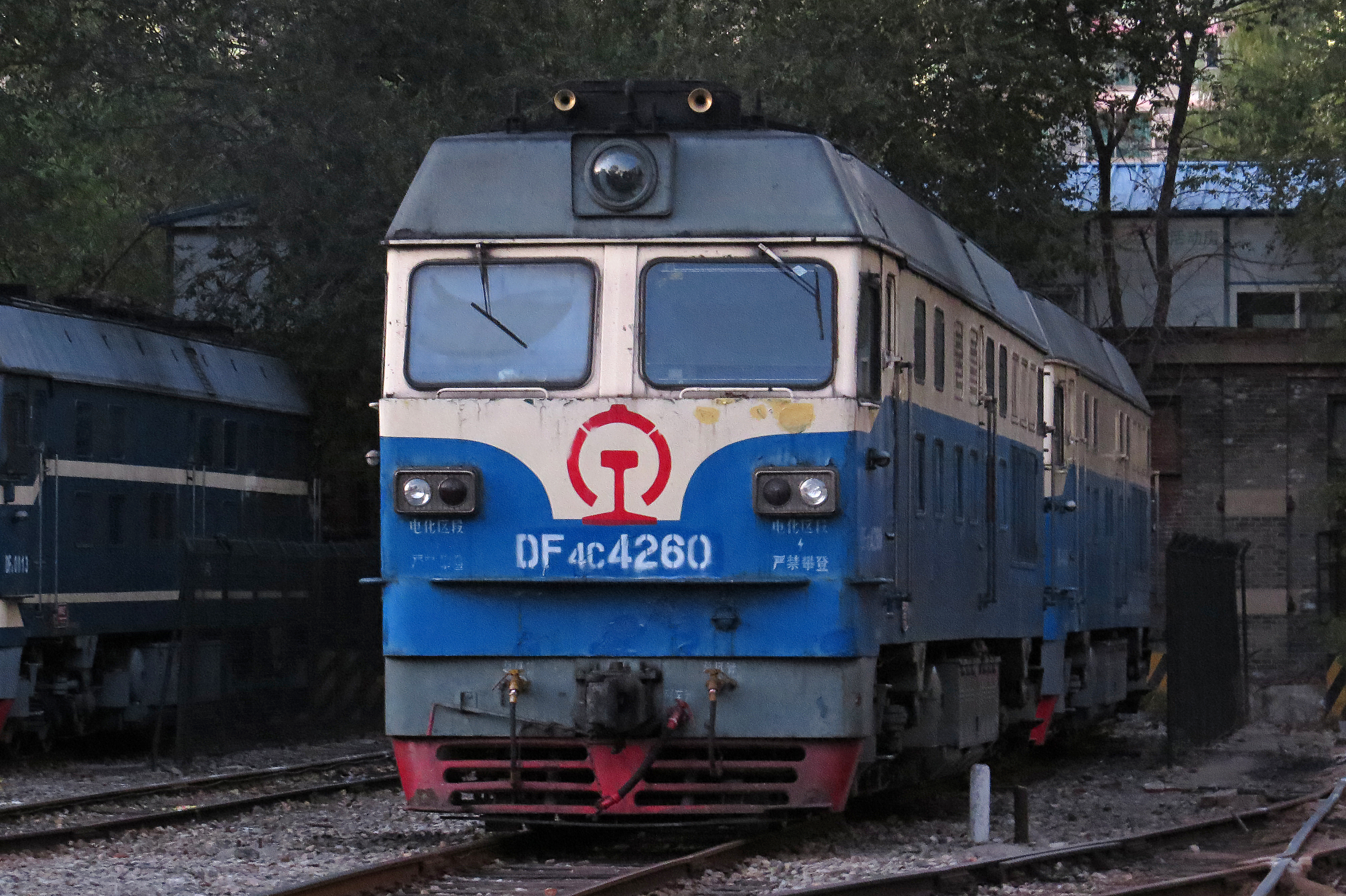
北京铁路局西直门折返段，由怀柔北机务段下辖

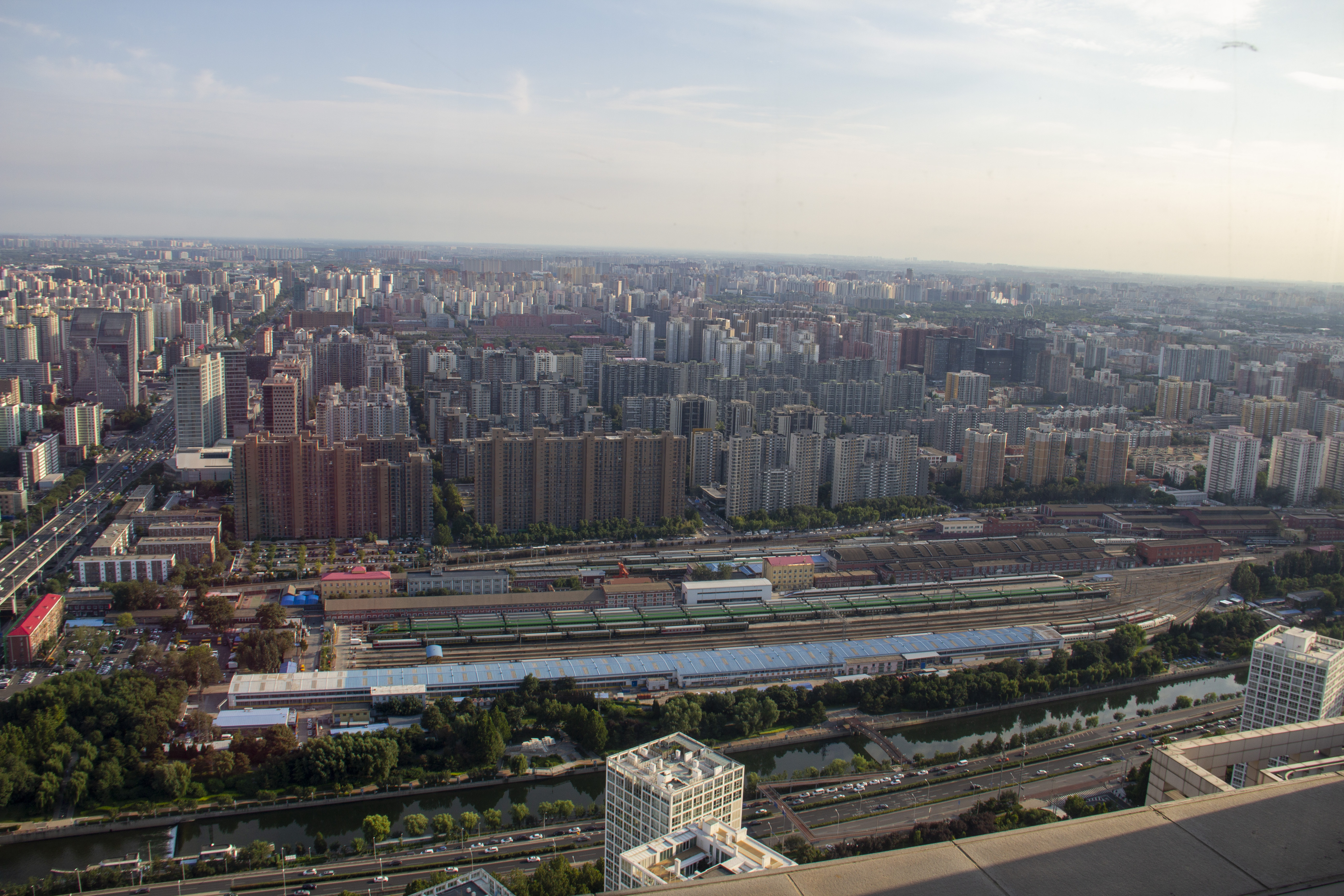
北京机务段

机务段是中国铁路负责机车运用、维护的一线运输单位。2005年3月18日之前，机务段隶属于各铁路分局，一般为副处级单位；此后，机务段直属于铁路局/集團，为处级单位。

#### 组织机构
- 段领导：段长、段党委书记、段纪委书记、段工会主席、副段长若干人（分管运用、安全、维修整备、质量教育、客运等）、总工程师、总会计师
- 段机关：段办公室、劳动人事科、计划财务科、运用科、安全监察室、技术科、质检科、职工教育室、人民武装部兼保卫科、统计室、材料科。党办、段团委、段妇联、段工会。
- 车间：运用车间、动车车间、检修车间、整备车间、设备车间（负责水电气油风机械等各方面）、机务分段、机务折返段、机车整备所。
  - 运用车间：下设各线路车队、调小车队。车队下设指导组
- 多元经营部（在编职工分流）
- 客运乘务车间：如向塘机务段的客运乘务车间，担当南昌-连云港的K612/K613次列车乘务，有职工七十余人，平均年龄47岁。[1]
- 集体企业（劳动服务公司）。
- 段党委下设若干党总支，即车间党总支、段机关党总支。团委对应下设团总支。工会对应下设支会。
- 车间、科室下设班组

在册职工平均10人对应编制运用1台机车。

#### 运用方式
中国大陆铁路系统的机车乘务制度采取如下制度：
- 包乘制：一台机车由一个包乘组负责驾驶兼擦车連牌號（尤其是有命名機車，如HXD3D共產黨員號及毛澤東號，均設專屬乘務組）。设司机长一人。包乘组分为四班，每班2-3名乘务员，分为驾驶、副驾驶、（司炉）。适合机车短交路，在机务段所在车站换班、出退乘。优点是乘务员的工作时间明确、不容易超劳。但配置人员多，机车的利用率（日走行公里）偏低（有時一台命名機車會只服務一條路線，如上述的毛澤東號機車，只會隔三日行走北京至長沙的Z1/2次列車）。
- 轮乘制：一个乘务小组（司机、副司机）在沿途的机车派班室遇上哪台机车就驾驶之（除城際直通車，又或部分由瀋陽鐵路局管內列車為有限度的輪乘制：前者僅領有進入香港簽證的廣鐵廣段司機才可輪乘，而在九廣鐵路[2]上只會使用安裝了自動列車警報裝置的指定十輛SS8機車，在香港駕駛時由港鐵公司監督員登車帶道；後者由於採用列車供電格式為AC380V的客車，因此只會使用安裝了交流電供電櫃的指定十輛SS9機車），乘务员连续工作8小时，就退乘进入铁路行车公寓休息若干小时。然后再向机务段所在方向出乘，以便回家。优点是机车进段整备次数少，利用率高、配备乘员数量少，适合于机车长交路；缺点是乘务员工作时间难以计划，超劳普遍。
- 随乘制：加挂宿营车或在客车便乘，使得机车乘务员在列车上得到休息。甚至在机车上休息，但机车噪音大，乘务员休息质量难以保证。

#### 机务段列表
哈尔滨铁路局5个：哈尔滨机务段、齐齐哈尔机务段、牡丹江机务段、佳木斯机务段、三棵树机务段；
沈阳铁路局8个：沈阳机务段、苏家屯机务段、锦州机务段、吉林机务段、通辽机务段、白城机务段、梅河口机务段、大连机务段；
呼和浩特铁路局2个：包头西机务段、集宁机务段；
北京铁路局7个：怀柔北机务段、北京机务段、丰台机务段、天津机务段、唐山机务段、石家庄电力机务段、邯郸机务段；
太原铁路局3个：太原机务段、湖东电力机务段、侯马北电力机务段；
济南铁路局3个：济南机务段、济南西机务段、青岛机务段；
郑州铁路局3个：郑州机务段、新乡机务段、洛阳机务段。
上海铁路局5个：上海机务段、南京东机务段、杭州机辆段、合肥机务段、徐州机务段；
武汉铁路局3个：武昌南机务段、江岸机务段、襄阳机务段；
西安铁路局3个：西安机务段、新丰镇机务段、安康机务段；
乌鲁木齐铁路局3个：乌鲁木齐机务段、库尔勒机务段、哈密机务段；
南昌铁路局4个：南昌机务段、福州机务段、向塘机务段、鹰潭机务段；
成都铁路局4个：重庆机务段、贵阳机务段、西昌机务段、成都机务段；
兰州铁路局3个：兰州西机务段、嘉峪关机务段、迎水桥机务段；
南宁铁路局2个：南宁机务段、柳州机务段；
昆明铁路局2个：昆明机务段、开远机务段；
广州铁路集团公司6个：广州机务段、长沙机务段、株洲机务段、怀化机务段、龙川机务段、海口机务段；
青藏铁路公司2个：西宁机务段、格尔木机务段。

### 香港
在港鐵系統中，只有東鐵線設有嚴格意義上的機務段，即位於羅湖編組站的機車行車室，負責前九鐵系統內所有用於工程及大規模車務調動的本務機車（包括CKD0A型內燃機車、ER20型柴油機車等）的運用、維修。此機務段前身設於紅磡站，因應沙田至中環線工程而於2012年遷置。而在2010年終止貨運及1983年電氣化前，「機車行車室」亦分別擔當貨運及客、貨運機車整備。
至於用作擔當廣九直通車本務機的Re465型電力機車，則配屬港鐵何東樓車廠，並在該廠進行全部維修。
除此之外，港鐵各車廠亦設有小型機務段（一般與軌道工場並置），以停泊調車機車、道碴搗固車及路軌碾磨車。
在組織架構方面，機務段絕大多數是附屬於車廠，並歸於港鐵車務處管轄，當中其最高級負責人員一職統稱為「調車場主管」（包括車廠列車主任）。

### 台湾

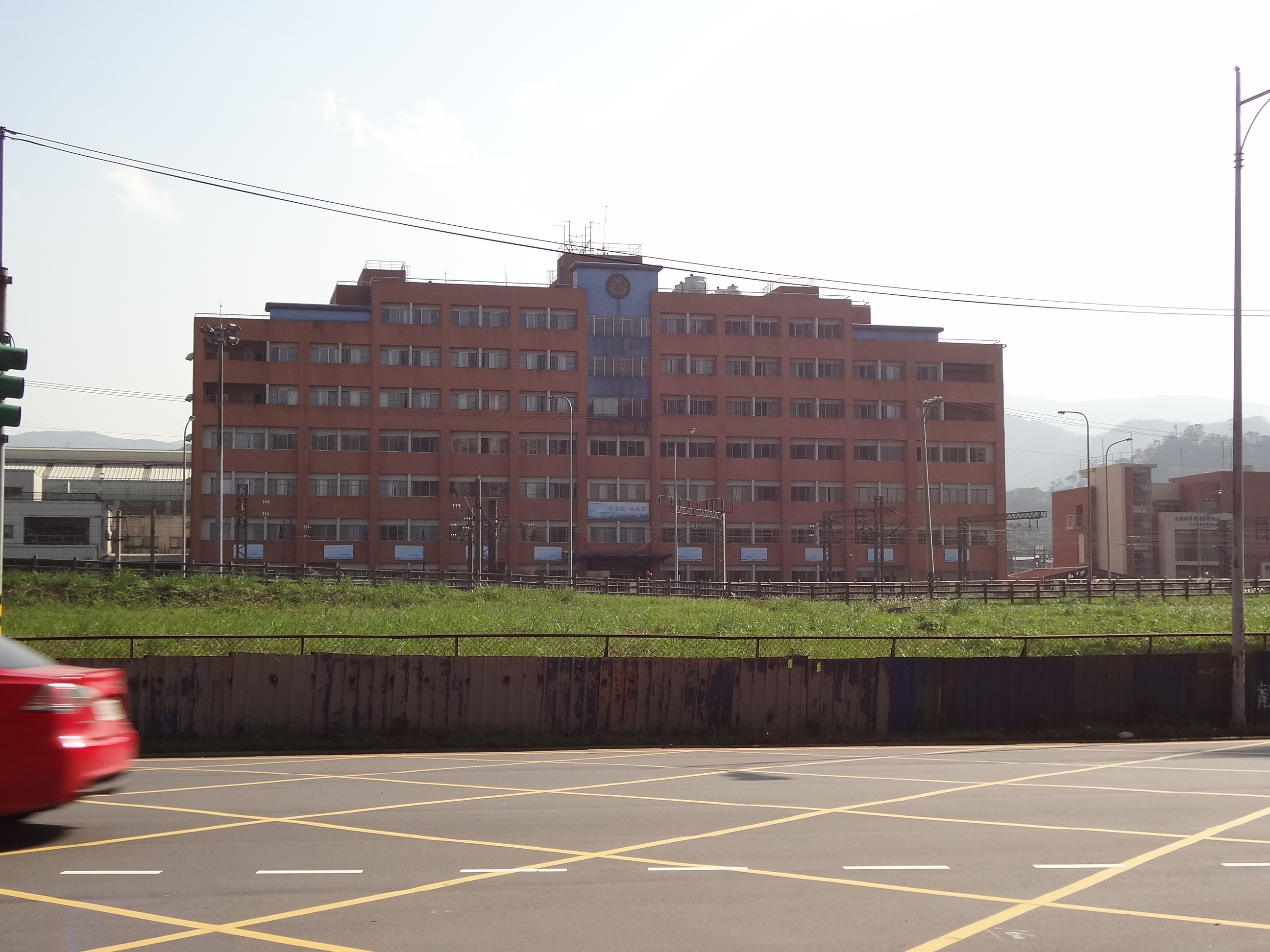
台铁七堵机务段

在台灣鐵路公司架構當中，各機務段／機廠由管理局轄下的機務處統管，並分為「機廠」、「機務段」及「檢車段」三級。機廠負責機車、客車及動車組大架修，而機務段僅提供空間停泊機車、客車及城際動車組，以及進行定修。而在台灣高鐵系統，則只設「機廠」（車廠）一級。
隨著近年來的鐵路發展，台鐵等鐵路系統之機務段以停靠、維修電聯車為主。

### 韓國
朝鲜语称为工作廠（韓語：공작창）。